# Diecezja lipawska
Diecezja Lipawska (łac. Dioecesis Liepaiensis) (łot. Liepājas diecēze) – jedna z czterech diecezji obrządku łacińskiego metropolii ryskiej na Łotwie, położona w zachodniej części kraju.

## Historia
Diecezja lipawska powstała 8 maja 1937 z podziału archidiecezji ryskiej, która została wyniesiona do rangi metropolii.

## Biskupi
- Biskup diecezjalny: Ks. Bp Viktors Stulpins (od 2013)
- Biskup senior: Ks. bp Vilhelms Lapelis OP (od 2012)

## Patron
- Św. Józef